# Дом Ардена
«Дом Арденов» — роман для детей английской писательницы Эдит Несбит. Книга впервые вышла в свет в 1908 году в издательстве «Т. Фишер Анвин».

## Содержание
Мальчик по имени Эдред Арден наследует титул лорда Ардена и полуразрушенный замок Арден. Он и его сестра Эльфрида ищут потерянные сокровища Арденов и с помощью волшебного Молдиварпа отправляются в прошлое в поисках подсказок. Прошлые события, свидетелями которых они становятся, включают:
- 1807 год: Император Франции Наполеон планирует вторжение на Британские острова, ответ британских военных и контрабанда в районе залива Димчерч (названный в рассказе «Лимчерч»)

- 1705 год: визит «Шевалье Сент-Джордж» (Старый Самозванец) во время правления королевы Анны

- 1605 год: Пороховой заговор и встреча с сэром Уолтером Рэли в лондонском Тауэре, откуда дети сбегают, используя ту же уловку, которую применила леди Нитсдейл в 1717 году

- 1535 год: празднование Первого мая с Анной Болейн и Генрихом VIII, с предчувствиями казни Анны.

- Заключительный эпизод, в котором дети спасают отца из затерянной цивилизации в Южной Америке, напоминает легенды об Эльдорадо и других Золотых городах.

## Продолжение
Продолжение под названием «Удача Хардинга» было опубликовано в 1909 году.